# Leucocelis bucobensis
Leucocelis bucobensis är en skalbaggsart som beskrevs av Preiss 1904. Leucocelis bucobensis ingår i släktet Leucocelis och familjen Cetoniidae. Inga underarter finns listade i Catalogue of Life.